# Club Baloncesto Sevilla 2007-2008
Questa voce raccoglie le informazioni riguardanti il Club Baloncesto Sevilla nelle competizioni ufficiali della stagione 2007-2008.

## Stagione
La stagione 2007-2008 del Club Baloncesto Sevilla è la 19ª nel massimo campionato spagnolo di pallacanestro, la Liga ACB.
Il Club Baloncesto Sevilla nella stagione ha partecipato alla Liga ACB 2007-2008. Al termine della stagione regolare si è piazzato al 10º posto, con all'attivo 14 vittorie e 20 sconfitte.

## Roster
Aggiornato al 30 luglio 2021.
| Cajasol Siviglia 2007-08 | Cajasol Siviglia 2007-08 |
| Giocatori                | Staff tecnico            |
| ------------------------ | ------------------------ |

| N. | Naz.                                        | Ruolo | Nome               | Anno | Alt.   | Peso   |  |
| -- | ------------------------------------------- | ----- | ------------------ | ---- | ------ | ------ |  |
| 6  | Stati Uniti (bandiera)                      | P     | Elmer Bennett      | 1970 | 183 cm | 77 kg  |  |
| 7  | Spagna (bandiera)                           | G     | Jesús Cilla        | 1977 | 196 cm | 85 kg  |  |
| 8  | Stati Uniti (bandiera) · Georgia (bandiera) | P     | Tyrone Ellis       | 1977 | 195 cm | 85 kg  |  |
| 10 | Spagna (bandiera)                           | P     | Antonio Bustamante | 1984 | 182 cm |        |  |
| 11 | Spagna (bandiera)                           | C     | Antonio Bueno      | 1980 | 208 cm | 111 kg |  |
| 13 | Stati Uniti (bandiera)                      | P     | Aaron Miles        | 1983 | 186 cm | 79 kg  |  |
| 15 | Spagna (bandiera)                           | C     | Iñaki de Miguel    | 1973 | 205 cm | 100 kg |  |
| 20 | Grecia (bandiera)                           | AG    | Michalīs Kakiouzīs | 1976 | 207 cm | 102 kg |  |
| 21 | Polonia (bandiera)                          | AG    | Michał Ignerski    | 1980 | 207 cm | 106 kg |  |
| 31 | Spagna (bandiera)                           | AP    | Andrés Miso        | 1979 | 198 cm | 90 kg  |  |
| 33 | Stati Uniti (bandiera)                      | G     | Pat Carroll        | 1982 | 196 cm | 91 kg  |  |
| 51 | Regno Unito (bandiera)                      | C     | Andrew Betts       | 1977 | 217 cm | 110 kg |  |

| Allenatore                                                                                                   |
| - Rubén Magnano (fino al 17 gennaio) - Manel Comas (dal 18 gennaio)                                          |
| Assistente/i                                                                                                 |
| - Daniel Beltramo (fino al 17 gennaio) - Antonio Jarana Legenda - (C) Capitano - (IN) Inattivo - Infortunato |

## Mercato

### Sessione estiva
| Acquisti | Acquisti           | Acquisti          | Acquisti   | Acquisti |
| R.a      | Nome               | da                | Modalità   |          |
| -------- | ------------------ | ----------------- | ---------- | -------- |
| AP       | Andrés Miso        | Fuenlabrada       | definitivo |          |
| P        | Tyrone Ellis       | Basket Napoli     | definitivo |          |
| C        | Andrew Betts       | Joventut Badalona | definitivo |          |
| AG       | Michalīs Kakiouzīs | Barcellona        | definitivo |          |
| G        | Jesús Cilla        | Saski Baskonia    | definitivo |          |
| P        | Aaron Miles        | Pau-Orthez        | definitivo |          |
| C        | Iñaki de Miguel    | Málaga            | definitivo |          |
| G        | Pat Carroll        | BCM Gravelines    | definitivo |          |

| Cessioni | Cessioni               | Cessioni        | Cessioni       | Cessioni |
| R.       | Nome                   | a               | Modalità       |          |
| -------- | ---------------------- | --------------- | -------------- | -------- |
| C        | Nik'oloz Tskit'ishvili | Teramo Basket   | fine contratto |          |
| P        | Hollis Price           | Lietuvos rytas  | fine contratto |          |
| AG       | Demetrius Alexander    | Barons Rīga     | fine contratto |          |
| AP       | Branimir Longin        | EWE Oldenburg   | fine contratto |          |
| G        | Filip Videnov          | Dunav Ruse      | fine contratto |          |
| P        | Carles Marco           | León            | fine contratto |          |
| C        | Patrick Femerling      | Alba Berlino    | fine contratto |          |
| AG       | Steven Smith           | Anaheim Arsenal | fine contratto |          |
| C        | José María Balmón      | Alcúdia         | fine contratto |          |

### Dopo l'inizio della stagione
| Acquisti | Acquisti      | Acquisti   | Acquisti       | Acquisti   |
| R.       | Nome          | da         | Data           | Modalità   |
| -------- | ------------- | ---------- | -------------- | ---------- |
| P        | Elmer Bennett | Free agent | 4 gennaio 2008 | definitivo |

| Cessioni | Cessioni           | Cessioni         | Cessioni         | Cessioni    |
| R.       | Nome               | a                | Data             | Modalità    |
| -------- | ------------------ | ---------------- | ---------------- | ----------- |
| G        | Pat Carroll        | Alicante         | 4 gennaio 2008   | rescissione |
| P        | Antonio Bustamante | Ciudad de Huelva | 27 febbraio 2008 | prestito    |